# Spilosoma proba
Spilosoma proba är en fjärilsart som beskrevs av Edwards 1881. Spilosoma proba ingår i släktet Spilosoma och familjen björnspinnare. Inga underarter finns listade i Catalogue of Life.